# رون إموري
رون إموري (بالإنجليزية: Ron Emory)‏ هو كاتب أغاني ومغني أمريكي، ولد في 5 أغسطس 1962 في لينووود في الولايات المتحدة.

## وصلات خارجية
- رون إموري على موقع IMDb (الإنجليزية)
- رون إموري على موقع ميوزك برينز (الإنجليزية)
- رون إموري على موقع ديسكوغز (الإنجليزية)